# Zebuleon
Zebuleon é um anjo mencionado no Apocalipse Grego de Esdras, cujo nome foi revelado a Esdras como um dos nove anjos que governarão no fim do Mundo.
Os nove anjos mencionados são Miguel, Gabriel, uriel,  Rafael, Gabuthelon,  Aker, Arphugitonos, Beburos, e Zebuleon. Zebuleon não é considerado um arcanjo e é uma figura não-canônica.